# Radoslav Zabavník
Radoslav Zabavník, född 16 september 1980 i Košice, Tjeckoslovakien (nuvarande Slovakien), är en slovakisk före detta fotbollsspelare. Mellan 2003 och 2012 spelade han 58 landskamper för Slovakiens fotbollslandslag.